# 原生演替

原生演替随时间推移发生的过程。土壤深度随着有机质分解的增加而增加。生态系统中的物种多样性逐渐增加。标签I到VII代表原生演替的不同阶段。 I-裸岩，II-先锋物种（苔藓、地衣、藻类、真菌），III-一年生草本植物，IV-多年生草本植物和草，V-灌木，VI-不耐荫乔木，VII-耐荫乔木。

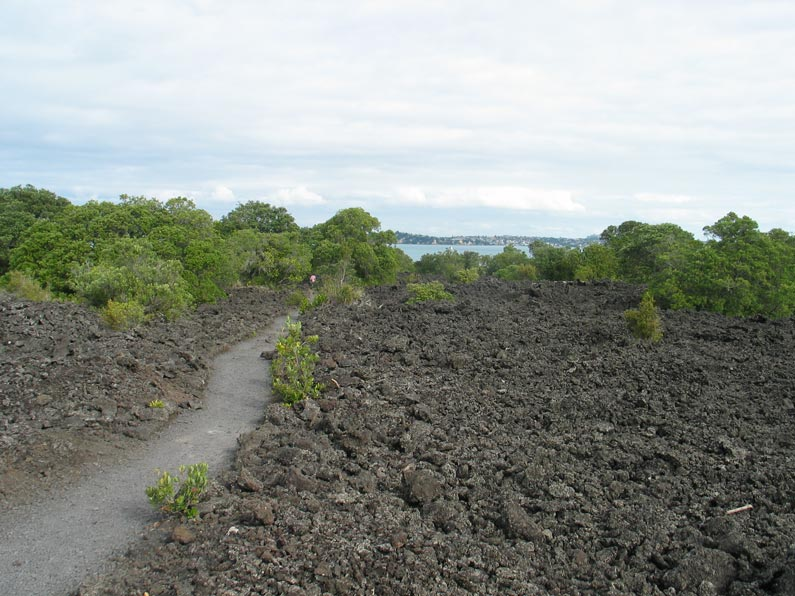
朗伊托托島上發生的原生演替

原生演替（或初生演替、初級演替）是极端的干扰發生過後演替的初始步骤，通常发生在没有植被和其他生物的环境中。因为熔岩流或冰川消退等極端干擾破坏了营养环境，原生演替的環境往往缺乏土壤。
相反，次生演替发生在干扰發生前先前支持植被的基质上。洪水、飓风、龙卷风和火灾等较小的干扰仅破坏当地植被生命，而留下了土壤养分，供演替中間過程的群落物种利用時，就会发生次生演替。

## 发生
原生演替中，地衣、藻類和真菌等先锋物种以及风和水等非生物因子开始使棲息地“正常化”，或者说开始进行成土以及其他重要过程，允许多样性进一步发展。原生演替始于岩石的形成，例如火山或山脉，或在没有生物或土壤的地方。原生演替形成了基本适合维管植物生长的条件；成土作用以及荫蔽的增加是最重要的过程。
先锋物种，例如地衣、藻类和真菌随后退下主导地位，而后往往被适应更温和条件的植物所取代，这些植物包括维管植物，如草和一些能够生活在通常以矿物质为基础的稀薄土壤中的灌木。水分和养分水平随着演替进程而增加。
原生演替的早期阶段以具有小繁殖体（種子和孢子）的物种为主，因为这些繁殖体可以长距离扩散到进行原生演替的区域。早期的定殖者——通常是藻类、真菌和地衣——稳定了基质。新土壤中的氮供应有限，固氮物种往往在原生演替的早期发挥重要作用。与原生演替不同，次生演替中占主导地位的物种通常一开始就存在，通常是残存在土壤种子库中。在某些系统中，演替路径相当一致，因此很容易预测。而另一些情况下，有许多可能的演替途径。例如，固氮豆类可能会改变演替路径。
作为先锋物种的地衣或真菌的孢子散布在岩石上。岩石随后分解成更小的颗粒。有机质逐渐积累，有利于草、蕨類和香草等草本植物的生长。这些植物在死亡时会产生更多的有机物，并为昆虫和其他小动物提供栖息地，从而进一步改良栖息地。这会导致出现较大的维管植物，如灌木或树木。然后更多的动物被吸引到该地区，并形成顶极群落。
物种多样性对演替阶段的影响也很大，随着演替的深化，物种多样性也随之发生变化。例如，演替早期的微生物的丰富度和均匀度要低得多，但演替后期的细菌要均匀和丰富得多。这再次支持了一种假设：随着演替的后期形成更多资源，这些资源能够支持具有许多不同繁殖策略的更多样化的生态系统。